# Doktor Flastr
Doktor Flastr (v anglickém originále Patch Adams) je americká filmová komedie z roku 1998. Režisérem filmu je Tom Shadyac. Hlavní role ve filmu ztvárnili Robin Williams, Daniel London, Philip Seymour Hoffman, Monica Potter a Bob Gunton.

## Ocenění
Marc Shaiman byl za hudbu k tomuto filmu nominován na Oscara. Robin Williams byl za svou roli v tomto filmu nominován na Zlatý glóbus. Film byl nominován na Zlatý glóbus v kategorii nejlepší komedie/muzikál.

## Obsazení
| Robin Williams         | Hunter Patch Adams |
| Daniel London          | Truman Schiff      |
| Philip Seymour Hoffman | Mitch Roman        |
| Monica Potter          | Carin Fisher       |
| Bob Gunton             | Dean Walcott       |
| Frances Lee McCain     | Judy               |
| Irma P. Hall           | Joletta            |
| Josef Sommer           | dr. Eaton          |
| Harve Presnell         | Dean Anderson      |
| Michael Jeter          | Rudy               |